# 倫敦場站
倫敦場站（英語：London Fields railway station）是一個位於倫敦東北部倫敦場地區的車站。本站現在由倫敦地上鐵管理，位於倫敦軌道運輸第2收費區。本站開通於1872年。

## 歷史
本站於 1872 年隨大東部鐵路通車而啟用。作為戰時經濟措施，它於 1916 年 5 月 22 日被關閉，並於 1919 年 7 月 1 日重新開放。途經本站的鐵路於 1960 年完成電氣化。在 1980 年代和 90 年代的大部分時間裡，本站的列車班次減少至僅在工作日高峰時段提供服務。 1981 年一場大火嚴重毀壞了主要車站建築物後，本站服務完全暫停了五年。當時本站的存廢成為疑問。 最終本站進行了維修，並於 1986 年重新開放。 儘管本站和鄰近的劍橋荒原站列車班次較少，在 1998 年的時間表變更後，這兩個車站最終都恢復了正常的日間服務。 本站於 2001 年增加了晚間和周六列車，並於 2005 年開始於週日提供服務，形成目前的當前服務水平。
2015年5月31日，大盎格利亞將這座車站的業務移交給倫敦地上鐵。

## 列車服務
截至2022年12月，本站於平日非繁忙時間的列車班次（每小時）為：
- 4班 南行 往利物浦街
- 2班 北行 往恩菲爾德鎮
- 2班 北行 往切森特

來往利物浦街和清福德的列車均通過本站。